# Prix Paul-Bouteiller
Le prix Paul-Bouteiller est un prix littéraire français annuel de l’Académie des sciences d’outre-mer, créé en 2011 et « destiné à récompenser un ouvrage traitant de l’histoire et l’évolution récente d’un Département ou Territoire d’Outre-mer français, ou d’un État appartenant à la liste suivante : Algérie, Sénégal, Congo-Brazzaville, Gabon, Tchad, République Centrafricaine, Cameroun, Djibouti, Comores, Vanuatu ».
Paul Bouteiller (1921-2011) est un haut fonctionnaire et historien français.

## Liste des lauréats
- 2012 : Michel Lunven pour Ambassadeur en Françafrique.
- 2013 : Christian Leclerc (1966-....) pour L’adoption de l’agriculture chez les Pygmées baka du Cameroun.
- 2014 : Bernard Nantet pour Le Sahara : histoire, guerres et conquêtes.
- 2015 : Laurent Chassot pour Essai sur le pluralisme juridique : l’exemple du Vanuatu.
- 2016 : Gérard Thabouillot (1952-....) pour Le territoire de l’Inini, 1930-1969.
- 2017 : Nathacha Appanah pour Tropique de la violence.
- 2018 : Benoît Tollu (1941-....) pour Une histoire métallique des régions polaires : musée imaginaire.
- 2019 : Marco Bertoni pour La culture musey (Tchad) : naissance, mariage et funérailles.
- 2020 : Jean-Pierre Filiu pour Algérie, la nouvelle indépendance.
- 2021 : Farid Alilat pour  "Bouteflika, l'histoire secrète", paru aux Éditions Rocher
- 2022 : Zorian Stech pour Histoire du condominium franco-britannique des Nouvelles-Hébrides : de colonie à pays
- 2023 : Maurice Edenz pour Guyane, la promesse républicaine : faire France outre-mer, 1920-1980
- 2024 : non décerné